# 8 (álbum de The Yellow Monkey)
8 é o nono álbum de estúdio da banda japonesa The Yellow Monkey, lançado em 26 de julho de 2000.

## Recepção
Alcançou a segunda posição na Oricon Albums Chart, permanecendo na parada por onze semanas. Na Billboard Japan, alcançou a terceira posição.
No mês de lançamento, vendeu mais de 400 mil cópias e foi certificado disco de platina pela RIAJ.

## Faixas
| N.º            | Título                                             | Duração |  |
| 1.             | "Judie" (ジュディ)                                 | 4:36    |  |
| 2.             | "Psychic No.9" (サイキック No.9)                   | 3:18    |  |
| 3.             | "GIRLIE"                                           | 5:13    |  |
| 4.             | "Dear Feeling"                                     | 4:15    |  |
| 5.             | "Heart Break"                                      | 5:15    |  |
| 6.             | "Jinrui Saigo no Hi" (人類最後の日)                | 1:13    |  |
| 7.             | "Shock Hearts"                                     | 4:20    |  |
| 8.             | "Seinaru umi to Sunshine" (聖なる海とサンシャイン) | 4:52    |  |
| 9.             | "Canary" (カナリヤ)                                | 3:53    |  |
| 10.            | "Pearl" (パール)                                   | 3:44    |  |
| 11.            | "Stone Butterfly"                                  | 3:14    |  |
| 12.            | "Merome" (メロメ)                                  | 4:54    |  |
| 13.            | "Bara iro no Hibi" (バラ色の日々)                  | 4:46    |  |
| 14.            | "Tōge" (峠)                                        | 5:45    |  |
| Duração total: | Duração total:                                     | 60:15   |  |

CD bônus de edição limitada
| N.º | Título                                | Duração |  |
| 1.  | "My Winding Road (Mastering Version)" | 5:00    |  |
| 2.  | "So Young (Mastering Version)"        | 5:11    |  |

## Créditos
- Kazuya "Lovin" Yoshii (吉井和哉) – vocais, guitarra
- Hideaki "Emma" Kikuchi (菊地英昭) – guitarra, vocais de apoio
- Yoichi "Heesey" Hirose (廣瀬洋一) – baixo, vocais de apoio
- Eiji "Annie" Kikuchi (菊地英二) – bateria